# Danish e-Infrastructure Cooperation
Danish e-Infrastructure Cooperation (DeiC)  er en virtuel organisation, som blev dannet den 19. april 2012 ved en sammenlægning af Forskningsnettet (fsknet) og Dansk Center for Scientific Computing (DCSC).
DeIC yder eller videreformidler bl.a. disse tjenester til danske forskningsinstitutioner og universiteter:
- Netinfrastruktur (Forskningsnettet) - bl.a. højhastighedsbackbone til formidling af internettet og forskningsdata.
- eduroam - standardiseret login på et særligt trådløs datanet, så forskere og studerende kan logge på trådløse net med ssid "eduroam" for brugere af tilkoblede forskningsinstitutioner jorden rundt i 54 lande i 2013.[4]
- Scientific Computing (Dansk Center for Scientific Computing)
- WAYF - en fødereret single sign-on for forskere og studerende
- DKCERT[5]